# Симеон Бекбулатович
Симеон Бекбулатович (преди покръстването Сайн-Булат хан, на руски: Симеон Бекбулатович) е касимовски хан през 1567-1573 г., син на Бек-Булат, правнук на хан Ахмат, управлявал Великата орда. Заедно с баща си преминава на служба при Иван IV Грозни. Участва в Ливонската война през 70-те години на XV в.

## Биография

### Касимов хан
Синът на Бек-Булат - султан на Ногайската орда, потомък на Чингис хан, в официалните документи е наричан астрахански царевич.
В края на 60-те години на XV в. Иван Грозни го прави хан в Касимов. Участва в Ливонската война, в кампаниите от 1571-1573 г. при Орешек, Пайде и Коливан. На 23 януари 1573 г. руската армия, водена от Симеон и Иван Фьодорович Мстиславски, е разбита от шведите при Коловер (Лоде).
През юли 1573 г. по настояване на Иван IV Сайн-Булат е покръстен с името Симеон в село Кушалино. През пролетта на 1576 г. той се жени за княгиня Анастасия Мстиславска, дъщеря на княз Иван Фьодорович Мстиславски, бивш ръководител на земщина. Тя е внучка на Петър Ибрахимович и Евдокия, по-малката сестра на великия княз Василий III. По този начин тя е потомка на София Палеологина. В брака със Симеон се раждат шест деца: трима сина - Фьодор, Дмитрий, Йоан и три дъщери: Евдокия, Мария, Анастасия. Това са последните потомци на Иван III и София Палеологина, известни от писмените източници (без да броим князете Голицини, потомци на друга дъщеря на Иван Фьодорович Мстиславски, Ирина). Тяхната точна съдба е неизвестна, но последният син Симеон Йоан не се е отличавал със силно здраве и, очевидно, е починал преди 1600 г.

### Велик княз на цяла Русия
През октомври 1575 г. цар Иван Василиевич по неясни причини „абдикира“ от престола и възкачва на трона Симеон Бекбулатович, като си разпределя специално наследство. През есента на същата година в Успенския събор на Кремъл Симеон е инсталиран от Иван Грозни за цар.
Царят председателствал Думата на земските боляри и издавал правителствени укази от свое име. По време на посланическите церемонии Симеон Бекбулатович седи до Иван IV.
Симеон Бекбулатович остава Велик княз на цяла Русия 11 месеца. Известни са писмата с оплаквания, написани от негово име. През август 1576 г. (според други данни - не по-късно от 2 септември 1576 г.) Иван Василиевич се завръща на престола, а цар Симеон получава Тверското велико княжество с титлата велик княз Тверски.
През 1580 г. според книжовната книга основните владения на Симеон са 13 500 десетина декара обработваема земя. Симеон имал свой великокняжески двор - ордени, боляри и столници, дворец в Твер и постоянна резиденция в богатото село Кушалино. Той се разпореждал с предоставените му земи почти автократично, имал специално право да съди и да дава „своите хора“. След 1585 г. обаче източниците престават да го наричат „велик княз на Твер“, което според историците показва отнемане на титлата.
След като Лъже-Дмитрий I идва на власт, през 1606 г. той го постригва за монах под името Стефан и го изпраща в манастир. Той умира на 5 (15) януари 1616 г. и е погребан до съпругата си в Симоновския манастир.